# روبرت إي. لي ويلسون
روبرت إي. لي ويلسون (بالإنجليزية: Robert E. Lee Wilson)‏ هو شخصية أعمال وفلاح أمريكي، ولد في 5 مارس 1865 في Frenchmans Bayou, Arkansas ‏ في الولايات المتحدة، وتوفي في 27 سبتمبر 1933 في ممفيس في الولايات المتحدة.